# Indianapolis 500 2022
Das Indianapolis 500 (offiziell 106th Running of the Indianapolis 500 presented by Gainbridge) auf dem Indianapolis Motor Speedway, fand am 29. Mai 2022 statt und ging über eine Distanz von 200 Runden à 4,023 km, was einer Gesamtdistanz von 804,672 km entspricht.

## Bericht
Scott Dixon, Alex Palou und Rinus VeeKay starteten aus der ersten Reihe. In Runde eins übernahm Palou die Führung und VeeKay lag für ein paar Runden vor Dixon. Dixon und Palou tauschten bis zum ersten Boxenstopp immer wieder die Plätze. VeeKay schied nach einem Unfall in Kurve 2, nach den ersten Boxenstopps des Rennens, aus. Beim Neustart lagen die Ganassi-Piloten auf den ersten drei Plätzen. Dixon führte vor Palou und Marcus Ericsson. Callum Ilott verunfallte am Ende seines Stints, dadurch musste Palou einen Notstopp einlegen und fiel ans Ende des Feldes zurück. Zu Beginn des dritten Stints lag Conor Daly kurzzeitig in Führung. Die meiste Zeit lag Dixon vor Daly und Patricio O’Ward vorne. Nach der vierten Boxenstopprunde unter Grün übernahm O’Ward die Führung von Dixon, der sich vor Rosenqvist halten konnte. Dahinter lagen Daly und Ericsson. Beim fünften Stopp fuhr Dixon zu schnell in die Boxengasse und musste eine Durchfahrtsstrafe absolvieren. Nach den Stopps lag Felix Rosenqvist vor O’Ward und Ericsson. 18 Runden vor Rennende übernahm Ericsson die Führung von Rosenqvist. Sechs Runden vor Schluss löste ein Unfall von Jimmie Johnson die fünfte Gelbphase des Rennens aus. Um ein Rennende unter Grün zu ermöglichen, wurde das Rennen unterbrochen und für zwei verbleibende Runden wieder freigegeben. Nach dem Neustart überholte Tony Kanaan Rosenqvist auf Rang drei. Die Top 5 komplettierte Alexander Rossi. In Kurve 1 der letzten Runde versuchte O’Ward erfolglos Ericsson noch zu überholen.

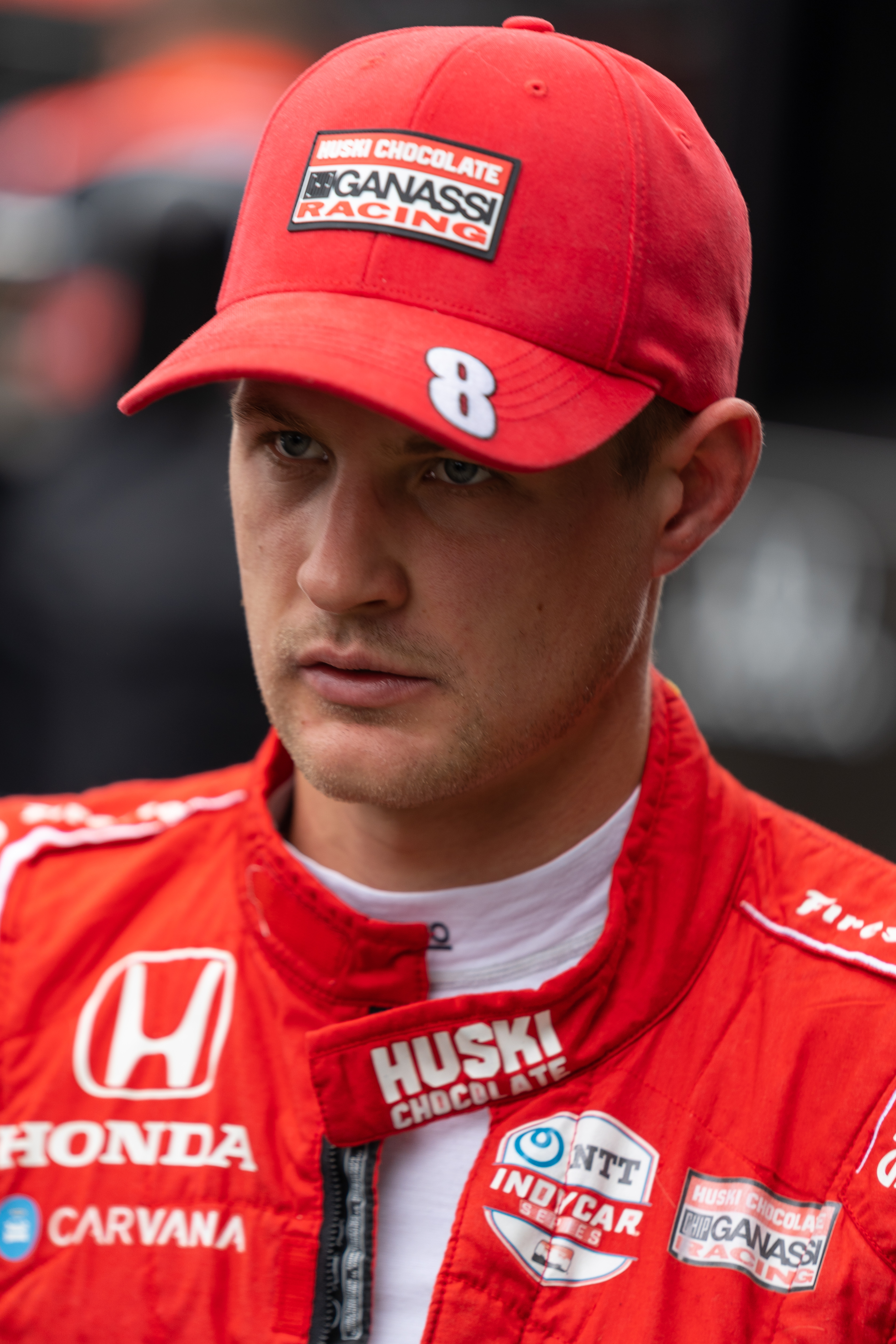
Marcus Ericsson gewinnt 2022 das Indianapolis-Rennen.

## Klassifikationen

### Qualifikation der Top 6
| Pos. | Nr. | Fahrer          | Team                | Motor     | Ø mph / km/h      |
| ---- | --- | --------------- | ------------------- | --------- | ----------------- |
| 1    | 9   | Scott Dixon     | Chip Ganassi Racing | Honda     | 234,046 / 376,661 |
| 2    | 10  | Alex Palou      | Chip Ganassi Racing | Honda     | 233,499 / 375,780 |
| 3    | 21  | Rinus VeeKay    | Ed Carpenter Racing | Chevrolet | 233,385 / 375,597 |
| 4    | 33  | Ed Carpenter    | Ed Carpenter Racing | Chevrolet | 233,080 / 375,106 |
| 5    | 8   | Marcus Ericsson | Chip Ganassi Racing | Honda     | 232,764 / 374,597 |
| 6    | 1   | Tony Kanaan     | Chip Ganassi Racing | Honda     | 232,372 / 373,966 |

### Start
| Reihe | Innen | Innen               | Mitte | Mitte            | Außen | Außen              |
| ----- | ----- | ------------------- | ----- | ---------------- | ----- | ------------------ |
| 1     | 9     | Scott Dixon         | 10    | Alex Palou       | 21    | Rinus VeeKay       |
| 2     | 33    | Ed Carpenter        | 8     | Marcus Ericsson  | 1     | Tony Kanaan        |
| 3     | 5     | Patricio O’Ward     | 7     | Felix Rosenqvist | 28    | Romain Grosjean    |
| 4     | 51    | Takuma Satō         | 12    | Will Power       | 48    | Jimmie Johnson     |
| 5     | 18    | David Malukas       | 2     | Josef Newgarden  | 23    | Santino Ferrucci   |
| 6     | 60    | Simon Pagenaud      | 11    | J. R. Hildebrand | 20    | Conor Daly         |
| 7     | 77    | Callum Ilott        | 27    | Alexander Rossi  | 15    | Graham Rahal       |
| 8     | 24    | Sage Karam          | 98    | Marco Andretti   | 29    | Devlin DeFrancesco |
| 9     | 26    | Colton Herta        | 3     | Scott McLaughlin | 06    | Hélio Castroneves  |
| 10    | 14    | Kyle Kirkwood       | 4     | Dalton Kellett   | 6     | Juan Pablo Montoya |
| 11    | 30    | Christian Lundgaard | 45    | Jack Harvey      | 25    | Stefan Wilson      |

### Endergebnis
| Pos | Nr | Fahrer                  | Team                                                             | Motor     | Runden | Zeit/Rückstand | Boxenstopps | Startplatz | Führungsrunden | Punkte |
| --- | -- | ----------------------- | ---------------------------------------------------------------- | --------- | ------ | -------------- | ----------- | ---------- | -------------- | ------ |
| 1   | 8  | Marcus Ericsson         | Chip Ganassi Racing                                              | Honda     | 200    | 2:51:00.6432   | 5           | 5          | 13             | 109    |
| 2   | 5  | Patricio O’Ward         | Arrow McLaren SP                                                 | Chevrolet | 200    | 1.7929         | 5           | 7          | 26             | 87     |
| 3   | 1  | Tony Kanaan             | Chip Ganassi Racing                                              | Honda     | 200    | 3.5173         | 5           | 6          | 6              | 78     |
| 4   | 7  | Felix Rosenqvist        | Arrow McLaren SP                                                 | Chevrolet | 200    | 4.1267         | 5           | 8          | 0              | 69     |
| 5   | 27 | Alexander Rossi         | Andretti Autosport                                               | Honda     | 200    | 4.9804         | 5           | 20         | 0              | 60     |
| 6   | 20 | Conor Daly              | Ed Carpenter Racing                                              | Chevrolet | 200    | 5.0799         | 5           | 18         | 7              | 57     |
| 7   | 06 | Hélio Castroneves       | Meyer Shank Racing                                               | Honda     | 200    | 6.5614         | 5           | 27         | 0              | 52     |
| 8   | 60 | Simon Pagenaud          | Meyer Shank Racing                                               | Honda     | 200    | 7.0937         | 5           | 16         | 0              | 48     |
| 9   | 10 | Alex Palou              | Chip Ganassi Racing                                              | Honda     | 200    | 8.2446         | 7           | 2          | 47             | 56     |
| 10  | 23 | Santino Ferrucci        | Dreyer & Reinbold Racing                                         | Chevrolet | 200    | 9.8329         | 5           | 15         | 0              | 40     |
| 11  | 6  | Juan Pablo Montoya      | Arrow McLaren SP                                                 | Chevrolet | 200    | 10.7647        | 5           | 30         | 0              | 38     |
| 12  | 11 | J. R. Hildebrand        | A. J. Foyt Enterprises                                           | Chevrolet | 200    | 11.6554        | 6           | 17         | 0              | 36     |
| 13  | 2  | Josef Newgarden         | Team Penske                                                      | Chevrolet | 200    | 11.8276        | 6           | 14         | 0              | 34     |
| 14  | 15 | Graham Rahal            | Rahal Letterman Lanigan Racing                                   | Honda     | 200    | 12.4253        | 5           | 21         | 0              | 32     |
| 15  | 12 | Will Power              | Team Penske                                                      | Chevrolet | 200    | 13.3036        | 6           | 11         | 0              | 32     |
| 16  | 18 | David Malukas (R)       | Dale Coyne Racing / HMD Motorsports                              | Honda     | 200    | 13.6283        | 5           | 13         | 0              | 28     |
| 17  | 14 | Kyle Kirkwood (R)       | A. J. Foyt Enterprises                                           | Chevrolet | 200    | 14.5864        | 6           | 28         | 0              | 26     |
| 18  | 30 | Christian Lundgaard (R) | Rahal Letterman Lanigan Racing                                   | Honda     | 200    | 16.3308        | 6           | 31         | 0              | 24     |
| 19  | 33 | Ed Carpenter            | Ed Carpenter Racing                                              | Chevrolet | 200    | 16.5602        | 5           | 4          | 0              | 31     |
| 20  | 29 | Devlin DeFrancesco (R)  | Andretti Steinbrenner Autosport                                  | Honda     | 200    | 16.8218        | 5           | 24         | 0              | 20     |
| 21  | 9  | Scott Dixon             | Chip Ganassi Racing                                              | Honda     | 200    | 18.1238        | 5           | 1          | 95             | 33     |
| 22  | 98 | Marco Andretti          | Andretti Herta Haupert Autosport Marco Andretti & Curb-Agajanian | Honda     | 200    | 25.2002        | 7           | 23         | 3              | 17     |
| 23  | 24 | Sage Karam              | Dreyer & Reinbold Racing                                         | Chevrolet | 199    | Unfall         | 5           | 22         | 0              | 14     |
| 24  | 45 | Jack Harvey             | Rahal Letterman Lanigan Racing                                   | Honda     | 199    | 1 Rd.          | 8           | 32         | 0              | 12     |
| 25  | 51 | Takuma Satō             | Dale Coyne Racing / Rick Ware Racing                             | Honda     | 199    | 1 Rd.          | 6           | 10         | 0              | 13     |
| 26  | 25 | Stefan Wilson           | DragonSpeed / Cusick Motorsports                                 | Chevrolet | 198    | 2 Rd.          | 7           | 33         | 0              | 10     |
| 27  | 4  | Dalton Kellett          | A. J. Foyt Enterprises                                           | Chevrolet | 198    | 2 Rd.          | 7           | 29         | 0              | 10     |
| 28  | 48 | Jimmie Johnson (R)      | Chip Ganassi Racing                                              | Honda     | 193    | Unfall         | 7           | 12         | 2              | 12     |
| 29  | 3  | Scott McLaughlin        | Team Penske                                                      | Chevrolet | 150    | Unfall         | 4           | 26         | 0              | 10     |
| 30  | 26 | Colton Herta            | Andretti Autosport                                               | Honda     | 129    | Technik        | 6           | 25         | 0              | 10     |
| 31  | 28 | Romain Grosjean (R)     | Andretti Autosport                                               | Honda     | 105    | Unfall         | 2           | 9          | 0              | 14     |
| 32  | 77 | Callum Ilott (R)        | Juncos Hollinger Racing                                          | Chevrolet | 68     | Unfall         | 1           | 19         | 0              | 10     |
| 33  | 21 | Rinus VeeKay            | Ed Carpenter Racing                                              | Chevrolet | 38     | Unfall         | 1           | 3          | 1              | 21     |

(R) Rookie / Reifen: alle mit Firestone / 6 Gelbphasen für insgesamt 31 Rd.

## Führungsrunden
| Fahrer          | Team                | Anzahl |
| --------------- | ------------------- | ------ |
| Scott Dixon     | Chip Ganassi Racing | 95     |
| Alex Palou      | Chip Ganassi Racing | 47     |
| Patricio O’Ward | Arrow McLaren SP    | 26     |
| Marcus Ericsson | Chip Ganassi Racing | 13     |
| Conor Daly      | Ed Carpenter Racing | 7      |
| Tony Kanaan     | Chip Ganassi Racing | 6      |
| Marco Andretti  | Andretti Autosport  | 3      |
| Jimmie Johnson  | Chip Ganassi Racing | 2      |
| Rinus VeeKay    | Ed Carpenter Racing | 1      |